# Centre Sportif de Colovray Nyon
Het Centre Sportif de Colovray Nyon is een sportclompex in het Zwitserse Nyon. De voetbalclub Stade Nyonnais en de rugbyclub RC Nyon spelen hier de thuiswedstrijden. Het complex ligt tegenover het UEFA-hoofdkantoor, en het heeft zes velden voor sporten als voetbal, rugby en atletiek. In 2009 vond hier het EK vrouwenvoetbal voor spelers onder 17 jaar plaats. Ook worden hier elk jaar de halve finales en de finale van de UEFA Youth League gespeeld.